# Кубок Украины по футболу 2018/2019
Кубок Украины по футболу 2018—2019 (укр. Кубок України з футболу 2018—2019) — 28-й розыгрыш кубка Украины, который проходил с 17 июля 2018 года по 15 мая 2019 года.

## Участники
В этом розыгрыше Кубка приняли участие 12 команд-участников Премьер-лиги 2018/19, 16 команд-участников Первой лиги 2018/19, 20 команд-участников Второй лиги 2018/19, а также две любительские команды.
| Клубы Премьер-лиги: - «Арсенал» (Киев) - ФК «Александрия» - «Ворскла» (Полтава) - «Динамо» (Киев) - «Десна» (Чернигов) - «Заря» (Луганск) - ФК «Мариуполь» - «Карпаты» (Львов) - ФК «Львов» - «Олимпик» (Донецк) - «Черноморец» (Одесса) - «Шахтер» (Донецк) | Клубы первой лиги: - «Авангард» (Краматорск) - «Агробизнес» (Волочиск) - «Балканы» (Заря) - «Волынь» (Луцк) - «Горняк-спорт» (Горишние Плавни) - «Днепр-1» (Днепр) - «Звезда» (Кропивницкий) - «Ингулец» (Петрово) - «Кобра» (Харьков) - «Колос» (Ковалёвка) - «Металлист 1925» (Харьков) - МФК «Николаев» - «Оболонь-Бровар» (Киев) - «Прикарпатье» (Ивано-Франковск) - «Рух» (Винники) - ПФК «Сумы» | Клубы второй лиги: - «Буковина» (Черновцы) - «Верес» (Ровно) - «Горняк» (Кривой Рог) - ФК «Калуш» - «Кристалл» (Херсон) - «Кремень» (Кременчуг) - «Мир» (Горностаевка) - «Металлург» (Запорожье) - ФК «Минай» - «Нефтяник-Укрнефть» (Ахтырка) - «Нива» (Тернополь) - «Нива» (Винница) - ФК «Никополь» - «Подолье» (Хмельницкий) - «Полесье» (Житомир) - «Реал Фарма» (Одесса) - «Таврия» (Симферополь) - «Черкащина-Академия» (Белозорье) - «Чайка» (Петропавловская Борщаговка) - «Энергия» (Новая Каховка) | Любительские команды - «ЛНЗ-Лебедин» (Лебедин) - «Виктория» (Николаевка) |

## Первый раунд
Участие в стартовом этапе приняли 18 команд Второй лиги и две любительские команды. Жеребьевка состоялась 10 июля 2018 года.
| №       | Команда 1                     | Команда 2                            | Счет            |
| ------- | ----------------------------- | ------------------------------------ | --------------- |
| 1       | «Нефтяник-Укрнефть» (Ахтырка) | «Горняк» (Кривой Рог)                | -:+             |
| 17 июля |                               |                                      |                 |
| 2       | «Таврия» (Симферополь)        | «Чайка» (Петропавловская Борщаговка) | 1:0             |
| 18 июля |                               |                                      |                 |
| 3       | «Виктория» (Николаевка)       | «Нива» (Тернополь)                   | 2:1             |
| 4       | «ЛНЗ-Лебедин» (Лебедин)       | «Полесье» (Житомир)                  | 0:0 (пен. 4:2)  |
| 5       | ФК «Калуш»                    | «Буковина» (Черновцы)                | 1:1 (пен. 4:3)  |
| 6       | «Энергия» (Новая Каховка)     | «Кристалл» (Херсон)                  | 0:1             |
| 7       | «Реал Фарма» (Одесса)         | «Нива» (Винница)                     | 0:2             |
| 8       | ФК «Никополь»                 | «Мир» (Горностаевка)                 | 1:4             |
| 9       | «Верес» (Ровно)               | ФК «Минай»                           | 1:1 (пен. 9:10) |
| 10      | «Подолье» (Хмельницкий)       | «Металлург» (Запорожье)              | 0:2             |

## Второй раунд
В этом раунде приняли участие 28 команд: 16 команд первой лиги, 2 команды второй лиги и 10 победителей первого раунда. Жеребьевка состоялась 20 июля.
| №           | Команда 1                        | Команда 2                        | Счет           |
| ----------- | -------------------------------- | -------------------------------- | -------------- |
| 1           | ПФК «Сумы»                       | «Кобра» (Харьков)                | +:-            |
| 22 августа  |                                  |                                  |                |
| 2           | «Нива» (Винница)                 | «Горняк-спорт» (Горишние Плавни) | 2:1            |
| 3           | «ЛНЗ-Лебедин» (Лебедин)          | «Горняк» (Кривой Рог)            | 1:1 (пен. 2:4) |
| 4           | ФК «Минай»                       | «Прикарпатье» (Ивано-Франковск)  | 3:1            |
| 5           | «Виктория» (Николаевка)          | «Мир» (Горностаевка)             | 1:1 (пен. 1:3) |
| 6           | «Черкащина-Академия» (Белозорье) | «Рух» (Винники)                  | 3:1            |
| 7           | ФК «Калуш»                       | «Авангард» (Краматорск)          | 2:1 (д.в.)     |
| 8           | «Таврия» (Симферополь)           | «Волынь» (Луцк)                  | 2:3 (д.в.)     |
| 9           | «Кремень» (Кременчуг)            | «Звезда» (Кропивницкий)          | 1:2            |
| 10          | «Балканы» (Заря)                 | МФК «Николаев»                   | 0:1            |
| 11          | «Кристалл» (Херсон)              | «Агробизнес» (Волочиск)          | 1:1 (пен. 4:2) |
| 12          | «Ингулец» (Петрово)              | «Колос» (Ковалёвка)              | 1:0            |
| 13          | «Металлист 1925» (Харьков)       | «Оболонь-Бровар» (Киев)          | 2:0            |
| 20 сентября |                                  |                                  |                |
| 14          | «Металлург» (Запорожье)          | «Днепр-1» (Днепр)                | 0:2            |

## Третий раунд
В этом раунде приняли участие 20 команд: 6 команд премьер-лиги (4 команды группы Вылета сезона 2017/18 + 2 новичка УПЛ) и 14 победителей второго раунда. Жеребьевка состоялась 31 августа.
| №           | Команда 1                        | Команда 2                  | Счет           |
| ----------- | -------------------------------- | -------------------------- | -------------- |
| 25 сентября |                                  |                            |                |
| 1           | ПФК «Сумы»                       | «Карпаты» (Львов)          | 0:3            |
| 26 сентября |                                  |                            |                |
| 2           | «Кристалл» (Херсон)              | «Десна» (Чернигов)         | 2:3            |
| 3           | «Мир» (Горностаевка)             | «Ингулец» (Петрово)        | 0:3            |
| 4           | «Нива» (Винница)                 | «Горняк» (Кривой Рог)      | 0:0 (пен. 3:4) |
| 5           | ФК «Калуш»                       | «Металлист 1925» (Харьков) | 1:0 (д.в.)     |
| 6           | «Звезда» (Кропивницкий)          | «Олимпик» (Донецк)         | 1:1 (пен. 4:5) |
| 7           | «Черкащина-Академия» (Белозорье) | «Арсенал» (Киев)           | 3:2 (д.в.)     |
| 8           | ФК «Минай»                       | МФК «Николаев»             | 3:1            |
| 9           | «Днепр-1» (Днепр)                | «Волынь» (Луцк)            | 2:1            |
| 10          | «Черноморец» (Одесса)            | ФК «Александрия»           | 3:0            |

## 1/8 финала
В этом раунде приняли участие 16 команд: 6 команд премьер-лиги (Чемпионская группа сезона 2017/18) и 10 победителей 1/16 финала. Жеребьевка состоялась 28 сентября.

### География участников
| № | Команда 1                        | Команда 2           | Счет           |
| - | -------------------------------- | ------------------- | -------------- |
| 1 | ФК «Калуш»                       | «Днепр-1» (Днепр)   | 0:3            |
| 2 | ФК «Минай»                       | «Динамо» (Киев)     | 1:3            |
| 3 | «Горняк» (Кривой Рог)            | ФК «Львов»          | 0:1            |
| 4 | «Ингулец» (Петрово)              | ФК «Мариуполь»      | 3:1            |
| 5 | «Черноморец» (Одесса)            | «Ворскла» (Полтава) | 1:2            |
| 6 | «Черкащина-Академия» (Белозорье) | «Карпаты» (Львов)   | 0:1            |
| 7 | «Шахтер» (Донецк)                | «Олимпик» (Донецк)  | 3:2            |
| 8 | «Десна» (Чернигов)               | «Заря» (Луганск)    | 1:1 (пен. 4:5) |

### Результаты
| 31 октября 2018 | ФК «Калуш» | 0:3     | «Днепр-1» (Днепр)                       | Калуш                                                       |
| 14:00           |            | (отчёт) | Мигунов 22′ · Назаренко 33′ · Кулиш 41′ | Стадион: «Химик» Зрителей: 3 816 Судья: Кривушкин (Харьков) |

| 31 октября 2018 | ФК «Минай»  | 1:3     | «Динамо» (Киев)                 | Минай                                                                   |
| 14:00           | Гегедош 21′ | (отчёт) | Шапаренко 50′, 54′ · Гармаш 58′ | Стадион: «Минай-Арена» Зрителей: 2 630 Судья: Иванов (Донецкая область) |

| 31 октября 2018 | «Горняк» (Кривой Рог) | 0:1     | ФК «Львов» | Кривой Рог                                                                 |
| 14:00           |                       | (отчёт) | Араужо 81′ | Стадион: им. шахты «Октябрьская» Зрителей: 2 300 Судья: Панчишин (Харьков) |

| 31 октября 2018 | «Ингулец» (Петрово)                              | 3:1     | ФК «Мариуполь»        | Петрово                                                   |
| 15:00           | Козлов 24′ (пен.) · Хучбаров 45′ · Кобуладзе 61′ | (отчёт) | Полегенько 83′ (пен.) | Стадион: «Ингулец» Зрителей: 600 Судья: Новохатний (Киев) |

| 31 октября 2018 | «Черноморец» (Одесса) | 1:2     | «Ворскла» (Полтава)           | Одесса                                                                 |
| 17:00           | Грачев 69′            | (отчёт) | Сакив 60′ · Карека 63′ (пен.) | Стадион: «Черноморец» Зрителей: 2 639 Судья: Копиевский (Кропивницкий) |

| 31 октября 2018 | «Черкащина-Академия» (Белозорье) | 0:1     | «Карпаты» (Львов) | Черкассы                                                          |
| 18:00           |                                  | (отчёт) | Понде 80′         | Стадион: «Центральный» Зрителей: 1 512 Судья: Коваленко (Полтава) |

| 31 октября 2018 | «Шахтер» (Донецк)                                 | 3:2     | «Олимпик» (Донецк)           | Харьков                                                                |
| 19:00           | Мораес 63′ (пен.) · Тотовицкий 66′ · Данченко 83′ | (отчёт) | Билоног 55′ (пен.) · Гай 82′ | Стадион: «Металлист» Зрителей: 3 505 Судья: Балакин (Киевская область) |

| 31 октября 2018                                        | «Десна» (Чернигов) | 1:1 (доп. вр.) (4:5 пен.)                       | «Заря» (Луганск) | Чернигов                                                         |
| 19:30                                                  | Безбородько 37′    | (отчёт)                                         | Леднев 84′       | Стадион: им. Юрия Гагарина Зрителей: 4 081 Судья: Бондарь (Киев) |
|                                                        | Пенальти           |                                                 |                  |                                                                  |
| А. Фаворов · Филиппов · Картушов · Хлёбас · Д. Фаворов |                    | Караваев · Громов · Леонардо · Леднев · Харатин |                  |                                                                  |

## 1/4 финала
В этом раунде приняли участие 8 команд победивших в 1/8 финала. Жеребьевка состоялась 2 ноября.
| № | Команда 1           | Команда 2           | Счет           |
| - | ------------------- | ------------------- | -------------- |
| 1 | «Ингулец» (Петрово) | «Карпаты» (Львов)   | 1:1 (пен. 5:4) |
| 2 | ФК «Львов»          | «Заря» (Луганск)    | 0:1            |
| 3 | «Днепр-1» (Днепр)   | «Ворскла» (Полтава) | 2:0            |
| 4 | «Шахтер» (Донецк)   | «Динамо» (Киев)     | 1:1 (пен. 4:3) |

### Результаты
| 7 апреля 2019                                  | «Ингулец» (Петрово) | 1:1 (доп. вр.) (5:4 пен.)                 | «Карпаты» (Львов) | Александрия                                            |
| 14:00                                          | Щедрый 50′          | (отчёт)                                   | Швед 90+7′        | Стадион: «Ника» Зрителей: 850 Судья: Арановский (Киев) |
|                                                | Пенальти            |                                           |                   |                                                        |
| Ковалёв · Синегуб · Поднебенный · Козак · Сула |                     | Гуцуляк · Мякушко · Онгла · Йода · Варгас |                   |                                                        |

| 7 апреля 2019 | ФК «Львов» | 0:1     | «Заря» (Луганск) | Львов                                                      |
| 14:00         |            | (отчёт) | Леднев 47′       | Стадион: «Украина» Зрителей: 2 645 Судья: Козык (Мукачево) |

| 7 апреля 2019 | «Днепр-1» (Днепр)     | 2:0     | «Ворскла» (Полтава) | Днепр                                                             |
| 17:00         | Кулиш 78′ · Когут 83′ | (отчёт) |                     | Стадион: «Днепр-Арена» Зрителей: 9 148 Судья: Можаровский (Львов) |

| 7 апреля 2019                                           | «Шахтер» (Донецк) | 1:1 (доп. вр.) (4:3 пен.)                           | «Динамо» (Киев) | Харьков                                                             |
| 17:00                                                   | Мораес 57′        | (отчёт)                                             | Гармаш 9′       | Стадион: «Металлист» Зрителей: 29 112 Судья: Козыряцкий (Запорожье) |
|                                                         | Пенальти          |                                                     |                 |                                                                     |
| Коваленко · Веллингтон Нен · Майкон · Соломон · Исмаили |                   | Миколенко · Кенджора · Сидклей · Цыганков · Шепелев |                 |                                                                     |

## Полуфиналы
Жеребьевка состоялась 8 апреля.
| № | Команда 1           | Команда 2         | Счет |
| - | ------------------- | ----------------- | ---- |
| 1 | «Ингулец» (Петрово) | «Заря» (Луганск)  | 2:1  |
| 2 | «Днепр-1» (Днепр)   | «Шахтер» (Донецк) | 0:2  |

### Результаты
| 17 апреля 2019 | «Ингулец» (Петрово)        | 2:1     | «Заря» (Луганск) | Петрово                                                              |
| 16:00          | Запорожец 16′ · Щедрый 39′ | (отчёт) | Чеберко 45+1′    | Стадион: «Ингулец» Зрителей: 1 563 Судья: Кутаков (Киевская область) |

| 17 апреля 2019 | «Днепр-1» (Днепр) | 0:2     | «Шахтер» (Донецк)                   | Днепр                                                          |
| 18:30          |                   | (отчёт) | Дентиньо 86′ · Маркос Антонио 90+4′ | Стадион: «Днепр-Арена» Зрителей: 18 462 Судья: Пасхал (Херсон) |

## Финал
| «Шахтер» (Донецк)                          | 4:0     | «Ингулец» (Петрово) |
| ------------------------------------------ | ------- | ------------------- |
| Тете 27′, 39′ · Мораес 45+1′ · Соломон 64′ | (отчёт) |                     |